# Az eastwicki boszorkányok (film)
Az eastwicki boszorkányok (eredeti cím: The Witches of Eastwick) egy 1987-ben bemutatott horrorkomédia, mely John Updike azonos című regényéből készült George Miller rendezésében. Főszereplői Jack Nicholson, mint Daryl Van Horne, és Cher, Susan Sarandon és Michelle Pfeiffer a boszorkányok szerepében.

## Cselekmény
Alexandra Medford (Cher), Jane Spofford (Susan Sarandon) és Sukie Ridgemont (Michelle Pfeiffer) három, az életével nem túl elégedett egyedülálló nő, akik Eastwickben (Rhode Island) élnek. Alexandra szobrász, gyermekét egyedül neveli, a zenetanárnő Jane nemrég vált el, gyermektelen, és az újságíró Sukie egy különösképpen termékeny nő több kis gyermekkel. A három barátnő minden héten találkozik egy kis ivásra, kártyázásra és az ideális férfiról való álmodozásra.
Az egyik ilyen összejövetel utáni napon egy titokzatos férfi érkezik Eastwickbe és megvásárolja a hatalmas Lennox-házat, mely nemrégiben üresedett ki. A karizmatikus idegen városszerte ámulatot okoz, bár Felicia Alden (Veronica Cartwright), a konzervatív minden lében kanál asszonynál inkább dühöt vált ki. Az idegen végül az egész város előtt bemutatkozik egy zenés esten, mint Daryl Van Horne (Jack Nicholson). Abban a pillanatban, mikor Sukie-nak eszébe ötlik, hogy találkozott már a férfi nevével kutatásai során, nyaklánca váratlanul elszakad, darabjai a földre szóródnak, és Felicia rájuk lépve a lábát töri.
Daryl egytől egyig elbűvöli a nőket, kezdve a magabiztos Alexandrával, aki eleinte megrémített a férfi arroganciája és hősködése, majd a félénk Jane következett, akit szenvedélyre és vakmerőségre buzdított. Meghívja házába a három barátnőt, ahol figyelmét elsősorban Sukira fordítja, amivel némi féltékenységi dráma alakul ki. Ez egy teniszmeccs során előhozza belőlük boszorkányos képességeiket, később pedig már Daryl úszómedencéje felett lebegnek és élvezik frissen felfedezett hatalmukat.
Az idő múlásával a városban pletykálni kezdenek a barátnőkről, akik állandó vendégei Darylnek. Leginkább Feliciát dühíti a három barátnő viselkedése, ám Daryl egy varázsigéje hatására Felicia a nők által éppen evett meggy magjait kezdi hányni. Megszállottságát látva férje megöli őt egy piszkavassal.
Hirtelen ráeszmél a három barátnő, hogy milyen veszélyes lehet rájuk nézve Daryl – aki tulajdonképpen maga az ördög -, és megkísérlik feloldani az őket hozzá kötő köteléket, amivel kivívják Daryl szörnyű haragját. Ennek következtében Alexandra egy kígyókkal teli ágyban ébred, Jane egy tükörbe nézve öregnek látja magát, Sukie-ra pedig elviselhetetlen fájdalmat varázsol, ami miatt kórházi ápolásra szorul. Gyógyulása közben fény derül arra, hogy mindhárman Daryl gyermekével terhesek.
Rájönnek, hogy az egyetlen módjuk megszabadulni Daryltől, ha azt az erőt fordítják ellene, amit ő tanított nekik. Egy Daryl alakú vudu babát készítenek, és Daryl Felicián alkalmazott meggymagos átkát bocsátják rá, majd összetörik és tűzbe vetik a babát, amitől Daryl is a lángok között találja magát.
A film befejező jelenetében láthatjuk, hogy Alexandra, Jane és Sukie együtt élnek a Daryl-házban újonnan született gyermekeikkel. Miközben a három anyuka éppen elfoglalt, Daryl jelenik meg a televízióban a kisbabák előtt és beszélni próbál velük, azonban a barátnők észreveszik és kikapcsolják a tévét.

## Szereposztás
| Szerep            | Színész             | Magyar hangja (1. szinkron, 1989) |
| ----------------- | ------------------- | --------------------------------- |
| Daryl Van Horne   | Jack Nicholson      | Dörner György                     |
| Alexandra Medford | Cher                | Ráckevei Anna                     |
| Jane Spofford     | Susan Sarandon      | Halász Judit                      |
| Sukie Ridgemont   | Michelle Pfeiffer   | Radó Denise                       |
| Felicia Alden     | Veronica Cartwright | Kútvölgyi Erzsébet                |
| Clyde Alden       | Richard Jenkins     | Lőte Attila                       |
| Walter Neff       | Keith Jochim        | Gálvölgyi János                   |
| Fidel             | Carel Struycken     | N/A                               |
| Mrs. Biddle       | Helen Lloyd Breed   | Feleki Sári                       |
| Pap               | Eugene Boles        | Kárpáti Tibor                     |

## Fogadtatás
Az eastwicki boszorkányok című filmet 71%-ra értékeli a Rotten Tomatoes filmkritikákat gyűjtő honlap. A Washington Post „meglepetésekkel teli boszorkány-mesének” nevezte a filmet. Janes Maslin a New York Times kritikusa hasonlóképpen nyilatkozott, élénknek, feltűnőnek, figyelemfelkeltőnek értékelte a produkciót. A Variety magazin szerint a film „vicces és ellenállhatatlan”.
Egyes kritikák szerint a film befejezése nevetségesbe fordult át. A Washington Post szerint a film a végére „elveszítette varázsát és ostobasággá vált”. A The New York Timesban is születtek negatív vélemények, a cikk írója a Posthoz hasonlóan úgy vélte, hogy a film vonzereje elfogyott a befejezés előtt. A Time Out írta: „az utolsó húsz perc folyamatosan süllyedt a béka segge alá egészen a végső jelenet különleges effekt-orgiájáig.” A Chicago Sun-Times szerint a film tetőpontját túllihegték.
A kritikusok legtöbbje egyetértett abban, hogy a film remek példája Jack Nicholson komikus tehetségének bemutatásának. A Chicago Sun-Times szerint Nicholson erre a szerepre termett. A New York Times kritikusa azt írta, „bár a színészek kimagaslóan játszottak... egyikük sem múlta felül a Mr. Nicholson által alakított „szarvas-patás kis ördögöt.”” A Variety is Jack Nicholsont dicséri, a kritika szerint ő a film igazi látványossága. A Washington Post hasonló véleményt alkot Nicholsonról, őt tartja a film „vitathatatlan sztárjának”, mellette dicséri a mellékszerepet játszó Veronica Cartwrightot is.

### Díjak, jelölések
- Oscar-díj (1988)
  - jelölés – Legjobb filmzene – John Williams
  - jelölés – Legjobb hang – Wayne Artman, Tom Beckert, Tom E. Dahl, Art Rochester
- BAFTA-díj (1988)
  - nyert – Legjobb különleges effektek – Michael Lantieri, Michael Owens, Ed Jones, Bruce Walters
- Grammy-díj (1988)
  - jelölés – Legjobb instrumentális háttérzene televíziós vagy mozifilmhez – John Williams
- Hugo-díj (1988)
  - jelölés – Legjobb drámai film
- Los Angeles Film Critics Association (1987)
  - nyert – Legjobb színész – Jack Nicholson
- New York-i Filmkritikusok Egyesülete (1987)
  - nyert – Legjobb színész – Jack Nicholson
- Szaturnusz-díj (1988)
  - nyert – Legjobb színész – Jack Nicholson
  - jelölés – Legjobb fantasy film
  - jelölés – Legjobb színésznő – Susan Sarandon
  - jelölés – Legjobb női mellékszereplő – Veronica Cartwright
  - jelölés – Legjobb forgatókönyv – Michael Cristofer
  - jelölés – Legjobb zene – John Williams
  - jelölés – Legjobb különleges effektek – Michael Lantieri
- BMI Film Music Award (1988)
  - nyert – John Williams